# Citadel (Starcastle)
Citadel è il terzo album del gruppo di rock progressivo statunitense Starcastle.

## Il disco
Citadel viene generalmente considerato l'ultimo album con qualche vena progressive degli Starcastle. Le pressioni della Epic affinché il gruppo producesse brani orecchiabili adatti alla radio ebbero come conseguenza una trasformazione stilistica dal progressive sinfonico dei primi due album (Starcastle e Fountains of Light) verso un'ibridazione di progressive e pop per certi versi analoga a quella compiuta dagli Asia. Fra i brani che maggiormente riflettono questo mutamento di prospettiva si possono citare Can't Think Twice e Could This Be Love. L'influenza degli Yes rimane evidente tanto nelle melodie quanto negli arrangiamenti.
La copertina fu realizzata da Greg e Tim Hildebrandt, due celebri illustratori specializzati nei generi fantascientifico e fantasy (a loro si devono, tra l'altro, le locandine di Guerre stellari).

## Formazione
- Terry Luttrell - voce
- Stephen Hagler - chitarra, pianoforte, seconde voci
- Herbert Schildt - organo, sintetizzatore, piano, mellophonium, mellotron
- Matthew Stewart - chitarra, mandolino, seconde voci
- Gary Strater - basso, chitarra, tastiere, moog, seconde voci
- Stephen Tasster - percussioni, batteria, seconde voci

## Lista delle tracce
1. Shine On Brightly (5:14)
2. Shadows Of Song (5:08)
3. Can't Think Twice (3:51)
4. Wings Of White (4:48)
5. Evening Wind (5:27)
6. Change In Time (4:31)
7. Could This Be Love (3:23)
8. Why Have They Gone (6:53)